# Loïc Jacquet
 Loïc Jacquet (ur. 31 marca 1985 w Saint-Doulchard) – francuski rugbysta, grający na pozycji wspieracza, mistrz kraju, reprezentant kraju, mistrz świata juniorów.

## Kariera klubowa
Grać w rugby zaczynał w Union Sportive Florentaise z Saint-Florent-sur-Cher, następnie trenował w Union Sportive Usseloise z Ussel, po czym związał się z ASM Clermont Auvergne. W barwach tego klubu dwukrotnie zdobył mistrzostwo Francji w kategoriach U-21 (Reichels) w sezonie 2003/2004 i U-23 (Espoirs) w sezonie 2005/2006. Z seniorską drużyną trzykrotnie przegrywał finał Top 14 w latach 2007–2009, zanim zespół z Clermont-Ferrand po raz pierwszy w historii zdobył tytuł mistrza kraju w sezonie 2009/2010. W trakcie jego kariery w ASM klub na arenie międzynarodowej zdobył w 2007 roku European Challenge Cup po zwycięstwie nad Bath, a także był finalistą Pucharu Heinekena w roku 2013.

## Kariera reprezentacyjna
Odnosił sukcesy podczas kariery juniorskiej. Występował w reprezentacji U-19, a na mistrzostwach świata zdobył brązowy i srebrny medal odpowiednio w 2003 i 2004 roku. W 2004 roku po raz pierwszy pojawił się w kadrze U-21 udającej się na mistrzostwa świata w tej kategorii wiekowej. Na tym turnieju wystąpił również w 2005 roku zajmując czwarte miejsce, zaś rok później jako kapitan doprowadził Francuzów do triumfu. W zwycięskim składzie znajdowali się również późniejsi reprezentanci Francji Thomas Domingo, Fulgence Ouedraogo, Guilhem Guirado, Damien Chouly, Lionel Beauxis, Sébastien Tillous-Borde, Thibault Lacroix, Maxime Mermoz, Arnaud Mignardi, Julien Tomas i Maxime Médard
Już w 2004 roku znalazł się w szerokiej grupie zawodników wytypowanych do przygotowań do Pucharu Świata 2007. Po kontuzji Fabiena Pelous zaliczył dziesięciominutowy debiut w seniorskiej reprezentacji w meczu z All Blacks 18 listopada 2006 roku, jego drugi występ nastąpił zaś tydzień później w podstawowym składzie przeciw Argentynie. Za kadencji Marca Lièvremonta wystąpił natomiast w dwóch meczach Pucharu Sześciu Narodów w lutym 2008 roku.